# Surin (Deux-Sèvres)
Surin és un municipi francès situat al departament de Deux-Sèvres i a la regió de la Nova Aquitània. L'any 2007 tenia 590 habitants.

## Demografia

### Població
El 2007 la població de fet de Surin era de 590 persones. Hi havia 234 famílies de les quals 48 eren unipersonals (28 homes vivint sols i 20 dones vivint soles), 79 parelles sense fills, 91 parelles amb fills i 16 famílies monoparentals amb fills.
La població ha evolucionat segons el següent gràfic:
Habitants censats

### Habitatges
El 2007 hi havia 265 habitatges, 234 eren l'habitatge principal de la família, 14 eren segones residències i 16 estaven desocupats. 264 eren cases i 1 era un apartament. Dels 234 habitatges principals, 201 estaven ocupats pels seus propietaris, 28 estaven llogats i ocupats pels llogaters i 6 estaven cedits a títol gratuït; 1 tenia una cambra, 5 en tenien dues, 24 en tenien tres, 69 en tenien quatre i 136 en tenien cinc o més. 189 habitatges disposaven pel capbaix d'una plaça de pàrquing. A 87 habitatges hi havia un automòbil i a 139 n'hi havia dos o més.

### Piràmide de població
La piràmide de població per edats i sexe el 2009 era:
| Homes | Edats   | Dones |
| ----- | ------- | ----- |
| 0     | 95 o +  | 0     |
| 0     | 90 a 94 | 0     |
| 8     | 85 a 89 | 0     |
| 0     | 80 a 84 | 4     |
| 12    | 75 a 79 | 16    |
| 32    | 70 a 74 | 12    |
| 12    | 65 a 69 | 16    |
| 12    | 60 a 64 | 8     |
| 16    | 55 a 59 | 8     |
| 16    | 50 a 54 | 24    |
| 12    | 45 a 49 | 4     |
| 16    | 40 a 44 | 20    |
| 24    | 35 a 39 | 8     |
| 28    | 30 a 34 | 32    |
| 24    | 25 a 29 | 12    |
| 8     | 20 a 24 | 4     |
| 0     | 15 a 19 | 20    |
| 24    | 10 a 14 | 16    |
| 16    | 5 a 9   | 32    |
| 4     | 0 a 4   | 12    |

## Economia
El 2007 la població en edat de treballar era de 356 persones, 291 eren actives i 65 eren inactives. De les 291 persones actives 281 estaven ocupades (153 homes i 128 dones) i 10 estaven aturades (2 homes i 8 dones). De les 65 persones inactives 37 estaven jubilades, 15 estaven estudiant i 13 estaven classificades com a «altres inactius».

### Ingressos
El 2009 a Surin hi havia 242 unitats fiscals que integraven 616 persones, la mediana anual d'ingressos fiscals per persona era de 17.452 €.

### Activitats econòmiques
Dels 10 establiments que hi havia el 2007, 1 era d'una empresa alimentària, 6 d'empreses de construcció, 1 d'una empresa d'hostatgeria i restauració i 2 d'empreses classificades com a «altres activitats de serveis».
Dels 8 establiments de servei als particulars que hi havia el 2009, 1 era un guixaire pintor, 2 fusteries, 2 lampisteries, 1 empresa de construcció, 1 perruqueria i 1 restaurant.
L'únic establiment comercial que hi havia el 2009 era una carnisseria.
L'any 2000 a Surin hi havia 29 explotacions agrícoles que ocupaven un total de 1.040 hectàrees.

## Equipaments sanitaris i escolars
El 2009 hi havia una escola elemental integrada dins d'un grup escolar amb les comunes properes formant una escola dispersa.

## Poblacions més properes
El següent diagrama mostra les poblacions més properes.